# Неприкасаемые (фильм, 2011)
«Неприкасаемые» (Les Lyonnais в переводе с фр. — «Лионцы») — французский художественный фильм 2011 года, поставленный режиссёром Оливье Маршалем. Фильм основан на реальной истории банды, орудовавшей в 1967—1974 годах в окрестностях Лиона.
Фильм был посвящён французскому актёру Бернару Жиродо, который должен был исполнить роль Сержа Суттеля, но из-за проблем со здоровьем был вынужден отказаться от роли.
Премьера во Франции прошла 30 ноября 2011 года.

## Сюжет
Эдмонд Видаль по прозвищу «Момон» вырос в лагере для беженцев-цыган. С самого детства он сохранил чувство семьи, верности и гордость за своё происхождение. У него был лучший друг Серж, с которым его сажают в тюрьму за кражу вишни. Момон и Серж создают лионскую банду грабителей, которая стала известна во всей Франции благодаря своей деятельности в начале 1970-х годов. В 1974 году банда перестаёт существовать из-за ареста.
2010-е годы. Момону уже 67, он пытается забыть про этот период в своей жизни. Он ушёл из преступного мира, занимается бизнесом и живёт спокойной жизнью со своей женой Жану. Но Серж, который сейчас сидит в тюрьме, не хочет менять свою жизнь.

## В ролях

### 2010-е годы
- Жерар Ланвен — Эдмон «Момон» Видаль
- Чеки Карио — Серж Суттель
- Лионель Астье — Дани
- Даниэль Дюваль — Кристо
- Валерия Кавалли[фр.] —  Жану Видаль
- Патрик Каталифо — Макс Брюно (комиссар)
- Эстель Скорник — Лилу Суттель
- Этьен Шико[фр.] — Ника

### 1970-е
- Дмитрий Сторож[фр.] — Эдмон «Момон» Видаль
- Оливье Шантро — Серж Суттель
- Симон Астье — Дани
- Николя Жеру — Кристо
- Флорен Бижо де Неслс — Ника
- Стефани Кайлар — Жану Видаль
- Франсуа Леванталь — Ян Чавеса
- Франсис Рено — Брэндон